# Proletarische Elternräte
Proletarische Elternräte waren Elternvereine aus der Arbeiterklasse in der Weimarer Republik. Die Proletarische Elternratsbewegung entstand während des Vereinigungsparteitages von USPD und KPD 1920. Ab 1922, nach der Niederlage bei den Reichselternbeiratswahlen, flaute die proletarische Elternratsbewegung wieder ab. Den Proletarischen Elternbeiräten kamen erst 1929 im Abwehrkampf gegen den sogenannten "Schulfaschismus", der Verankerung des Faschismus in den Schulen, wieder eine wichtige Rolle zu.

## Leitsätze der Proletarischen Elternräte
Während des Vereinigungsparteitages von USPD und KPD (1920) wurden „Leitsätze für die Arbeit in den Elternbeiräten“ beschlossen. Unter dem Grundsatz „Der Kampf innerhalb der Schule ist vor allem Aufgabe der proletarischen Eltern selbst“ wurden sechs Forderungen aufgestellt:
1. Öffentlichkeit des Unterrichts – das Recht der proletarischen Elternräte, jederzeit und unangemeldet dem Unterricht beizuwohnen
2. Stimmrecht bei allen Lehrerkonferenzen – die Zuziehung der proletarischen Elternräte mit Stimmrecht zu allen Konferenzen und Sitzungen des Lehrkörpers, in denen Fragen des Unterrichts, der Lehrmittel, des Lehrplans, der Schuldisziplin, der Ferien, der Schulhygiene, der Zeugnisse und der Versetzung usw. besprochen werden
3. Mitbestimmung bei innerschulischen Angelegenheiten – den maßgebenden Einfluß der proletarischen Elternräte bei der Durchführung von Schülerspeisen, Verteilung an Kleidung, bei der Auswahl von Kindern für Ferienkolonien, bei der Wahl des Schularztes, bei Verhängung schwerer Strafen
4. Einführung von Schülerräten – die Einführung von Schülerräten, die von den Schülern der einzelnen Klassen frei gewählt werden und deren Befugnisse entsprechend der Altersstufe zunehmen
5. Mitbestimmung bei Anstellung und Entlassung von Lehrkräften – das Recht der proletarischen Elternräte, die Suspendierung beziehungsweise Entlassung von Lehrkräften zu beschließen, die sich gegenrevolutionärer Agitation oder grober Mißhandlung der Kinder schuldig machen. Vetorecht der Elternräte gegenüber der Anstellung mißliebiger Lehrkräfte
6. Mitsprache bei der Reichsschulgesetzgebung – den maßgebenden Einfluß der Landeselternräte beziehungsweise des Reichselternrates auf die gesamte Schulgesetzgebung.

### Öffentlichkeit des Unterrichts
Edwin Hoernle forderte in seiner 1922 erschienenen Schrift „Schulreaktion und proletarische Elternräte“, dass Eltern und Elternbeiräte jederzeit und ohne Einwilligung der Lehrer dem Unterricht beiwohnen können, Einsicht bekommen in die Verordnungen und behördlichen Anweisungen, Zugang erhalten zu den Konferenzen der Lehrkörper, Mitbestimmung bei der Aufstellung von Lehrplänen und Hausordnungen, bei Bestrafungen und Ausstellungen von Zeugnissen.

### Zeitschriften
- Proletarische Schulpolitik. Das Blatt der revolutionären Elternschaft, Essen 1. Jg. 1930
- Der sozialistische Erzieher. Mitteilungsblatt der kommunistischen Elternbeiräte und Lehrer, Beilage zu: Das proletarische Kind, ab 8. Jg. 1928, H. 6 ff.